# Volhínia
Volhínia (ukránul: Волинь, lengyelül: Wołyń, belaruszul: Валынь, régi magyar nevén: Lodoméria) kelet-európai történelmi tájegység Ukrajna északnyugati, Lengyelország délkeleti és Belarusz délnyugati részén. Határai nincsenek pontosan meghatározva, de az ukrajnai rész nagyjából megfelel a Volinyi és Rivnei területnek. 
Volhínia a történelem során számos államhoz tartozott, több alkalommal felosztották. Évszázadokon át Lengyelország-Litvánia része volt, majd annak felosztása után a cári Oroszországhoz került, ahol a zsidók számára kijelölt letelepedési zónába került. Jelentősebb városai Rivne, Luck, Zvijahel és Volodimir.

## Földrajza

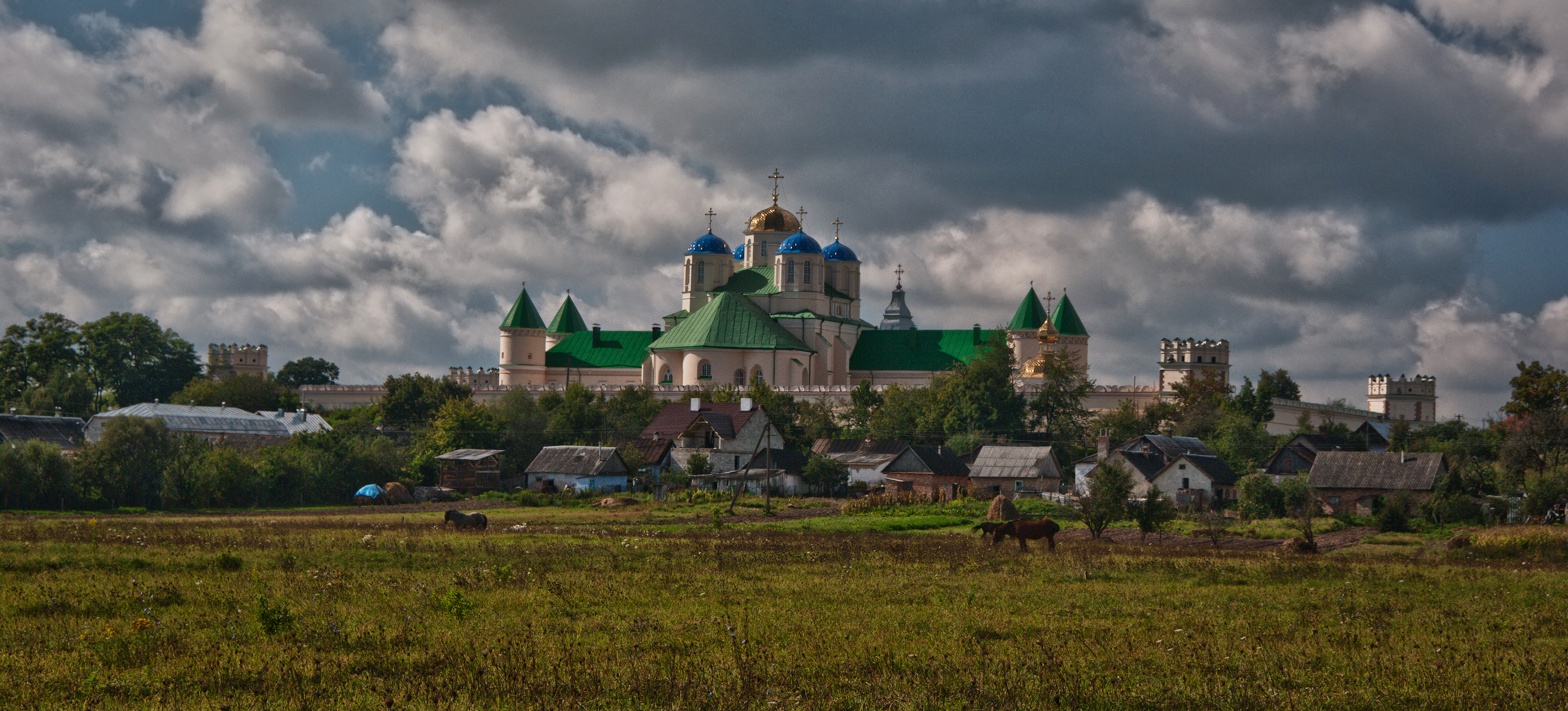
A 17. század elején épült mezsiricsi kolostor

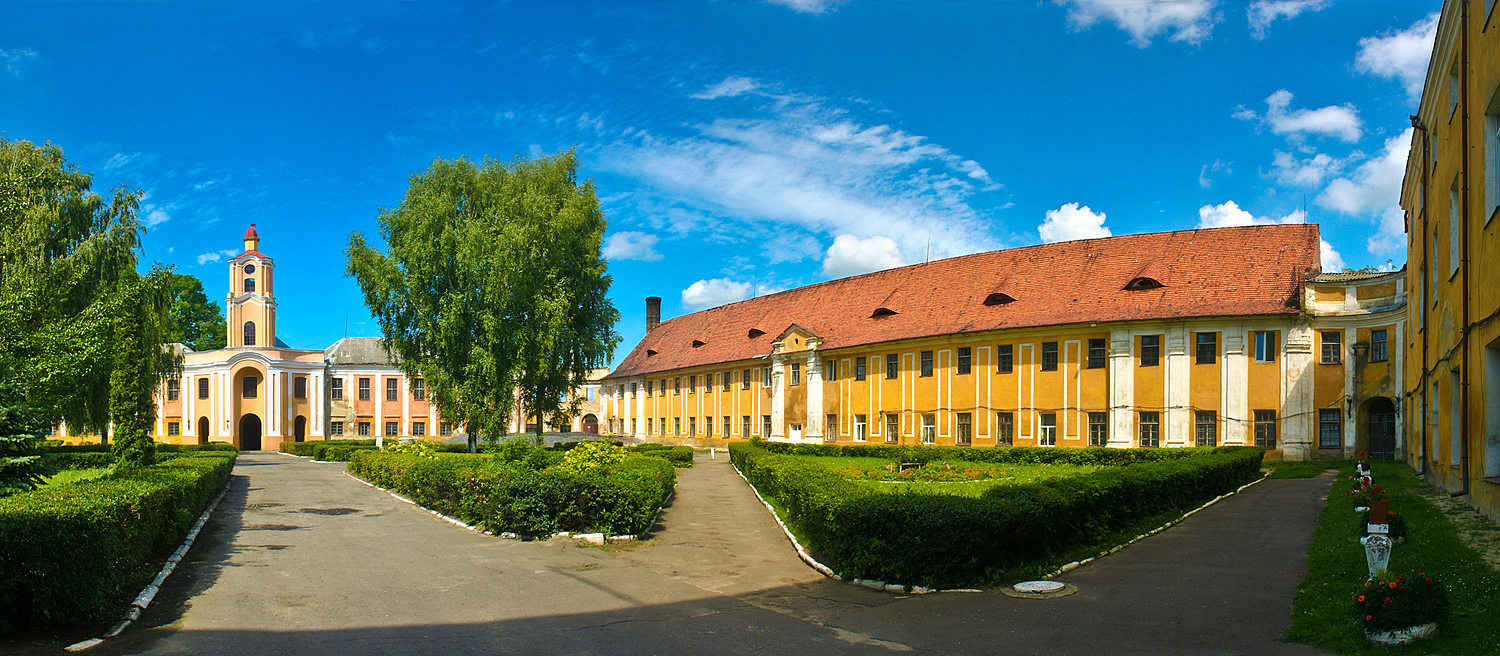
Az olikai kastély

Volhínia földrajzilag a Volhíniai-podóliai hátság északi, valamint a Polisszjai-alföld nyugati részét foglalja el. Nyugaton a Nyugati-Bug, északon a Pripjaty, keleten a Teteriv és az Uzs (a Pripjaty mellékfolyója) határolja. Kisebb folyói északra (a Pripjaty felé) vagy nyugatra (a Nyugati-Bug felé) folynak. Területén található Male Polisszja alföldje, amely elválasztja egymástól a Podóliai és Volhíniai-hátságot. 
A szomszédos történelmi tájegységek a délnyugatra fekvő Galícia, a nyugati Kis-Lengyelország és a délkeleti Podólia. Határaik nincsenek pontosan meghatározva és sokhelyütt átfednek Polézia és Podlázia határaival is. 
A mai közigazgatási határok szerint a történelmi Volhínia Ukrajnában a Volinyi és Rivnei területekre, valamint a Zsitomiri, Ternopili és Hmelnickiji területek egy részére; Lengyelországban a Lublini vajdaság keleti; Belaruszban pedig a Breszti terület déli részére terjed ki. Jelentősebb városai Luck, Rivne, Kovel, Volodimir, Kremenec és Sztarokosztyantinyiv. 

## Története
Volhínia Voliny városáról kapta a nevét, amelyet csak a 11. században említenek, 1077 után eltűnik a krónikákból. Neve először a Nesztor-krónikában jelenik meg, amely említést tesz a duleb, bozsan és volinyán törzsekről. A vidéket megemlíti az arab Al-Maszúdi és a zsidó Ibráhím ibn Jakúb utazó is; eszerint Valitábá (vagy Valínáná) földjén éltek valaha a legtisztább vérű szakálibák (szlávok), akik a többi törzs fölött uralkodtak, de széthúzásuk miatt államuk darabokra esett szét, amelyeket mind saját királyuk uralt. Feltételezések szerint ez egy korai szláv szövetségre utal, amely a pannóniai avarok támadása miatt felbomlott.:37
A Kijevi Rusz már a 10. században befolyása alá vonta a térséget. Amikor Olga fejedelemasszony férje, Igor meggyilkolása miatt büntető hadjáratot indított a drevljánok ellen, harcosai egészen a Nyugati-Bug mellékfolyójáig, a Luháig eljutottak, erődöket építve és megadóztatva a helyi szláv törzseket. 983-ban Nagy Vlagyimir fiát, Vszevolodot tette meg Volhínia fejedelmének, 988-ban pedig megalapította Volodimir városát. Volhínia történelmét ezt követően a kijevi állam két részfejedelemsége, Halics és Vlagyimir határozta meg. Az 1210-es években II. András magyar király megpróbálta meghódítani a két fejedelemséget és felvette a Galícia és Lodoméria királya címet. Bár törekvése nem járt sikerrel, címei megmaradtak és idővel átkerültek a Habsburg királyok címei közé is. 
Miután a mongolok megdöntötték a Kijevi Ruszt, nyugati határain megalakult a mongol vazallus Galícia-Volhíniai Királyság, amely a 14. századig állt fenn. 

A Volhínaiai vajdaság a lengyel-litván államban

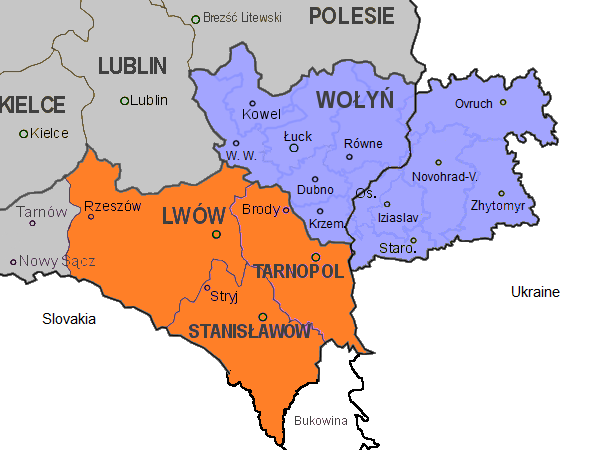
A kettéosztott Volhínia (kékkel) 1939-ben

Az 1340-es évek belháborúit követően Lengyelország elfoglalta Volhínia nyugati részét, míg a vele unióban lévő Litvániának a keleti jutott. Sok lengyel és Nyugat-Európából menekülő zsidó telepedett a térségben, a katolikus egyház pedig megpróbálta megtéríteni az ortodox ruténokat. Az 1595-ös breszti unióval létrejött a pápát elismerő görög katolikus egyház, amelyhez - kedvezményeket remélve - a lakosság jelentős része csatlakozott. 1569-ben Volhíniát vajdasággá szervezték a kis-lengyelországi tartományon belül. 
A 18. században holland és német mennoniták telepedtek át Volhíniába a vallási üldöztetés elől. Lengyelország első, 1772-es felosztásakor Volhínia egy kis délnyugati része Ausztriához került. Az 1795-ös második felosztáskor a régió maradék részét a cári Oroszország annektálta, ahol megalapították a mintegy 71 ezer km2-es Volhíniai kormányzóságot. Az orosz hatóságok a görög katolikus egyház templomainak nagy részét átadták a pravoszláv egyháznak. 
Az orosz uralom elleni 1863-as lengyel szabadságharc néhány csatáját (pl. a salichai csatát) Volhíniában vívták. 
Az 1897-es felmérés alapján a kormányzóságnak 2 989 482 lakosa volt, közülük 73,7% rutén vagy orosz, 13,2% zsidó, 6,2% lengyel, 5,7% pedig német. A németek többsége a kongresszusi Lengyelországból települt át. 
Az első világháborúban a határmenti Volhínia számos csata színhelyéül szolgált, többek között Kostiuchnówkánál, ahol a Lengyel Légió tartotta fel a többszörös túlerőben lévő oroszokat. Az oroszországi februári forradalmat követően a helyi ukránok kikiáltották az Ukrán Népköztársaságot. A front ekkor Lucknál húzódott. 1918 januárjában a bolsevik Vörös Hadsereg elfoglalta Kijevet és a függetlenségét kikiáltó ukrán kormány Volhíniába húzódott vissza. A breszt-litovszki béke megkötése után a katonai helyzet stabilizálódott, de Ukrajna német bábállammá vált. A német fegyverletételt követően a térség újabb háború frontvonalává változott; ezúttal a lengyelek és az oroszok vetélkedtek a Nyugat-Ukrajna fölötti uralomért. Az ukránoknak három fronton kellett harcolniuk a lengyelek, a bolsevikok és a monarchista orosz fehérek ellen. 
A szovjet-lengyel háború eredményeképpen Volhíniát kettéosztották, a nyugati része Lengyelországnak, a keleti a Szovjetuniónak jutott. Az előbbin a Volhíniai vajdaságot szervezték meg Luck székhellyel; az utóbbi az Ukrán SZSZK része lett és kisebb közigazgatási területekre bontották. 1935-38 között a szovjet hatóságok az ún. kuláktalanítás jelszavával a lengyel és ukrán parasztság egy részét Közép-Ázsiába és Szibériába deportálták. 

### Második világháború
A második világháború kitörését követően a Szovjetunió a Molotov-Ribbentrop paktumnak megfelelően megszállta Kelet-Lengyelországot, közte Nyugat-Volhíniát is. A Hitlerrel kötött szerződésnek megfelelően a német lakosságot áttelepítették a németek által megszállt lengyel területekre. 
1941 nyarán Németország megtámadta a Szovjetuniót és rövid idő alatt megszállta Volhíniát. A mintegy 460 ezres zsidó lakosság döntő többségét (elsősorban 1942 augusztusa és októbere között) lemészárolták, becslések szerint csak 1,5%-uk élte túl a holokausztot. A németek három hadifogolytábort (Stalag 346, Stalag 357 és Stalag 360) hoztak létre Volhíniában. A háború kései szakaszában a nacionalista Ukrán Felkelő Hadsereg a lengyeleket kezdte üldözni és mintegy 100 ezer polgári lakost gyilkoltak meg. A lengyel megtorló akcióknak kb. 2-3 ezer ukrán áldozata volt. A háborút követően a Szovjetunió visszaállította az 1941-es határt, a megmaradt német és lengyel lakosokat pedig kitelepítették. 
A Szovjetunió 1991-es szétesése óta Volhínia az Ukrán Köztársaság része.

## Galéria

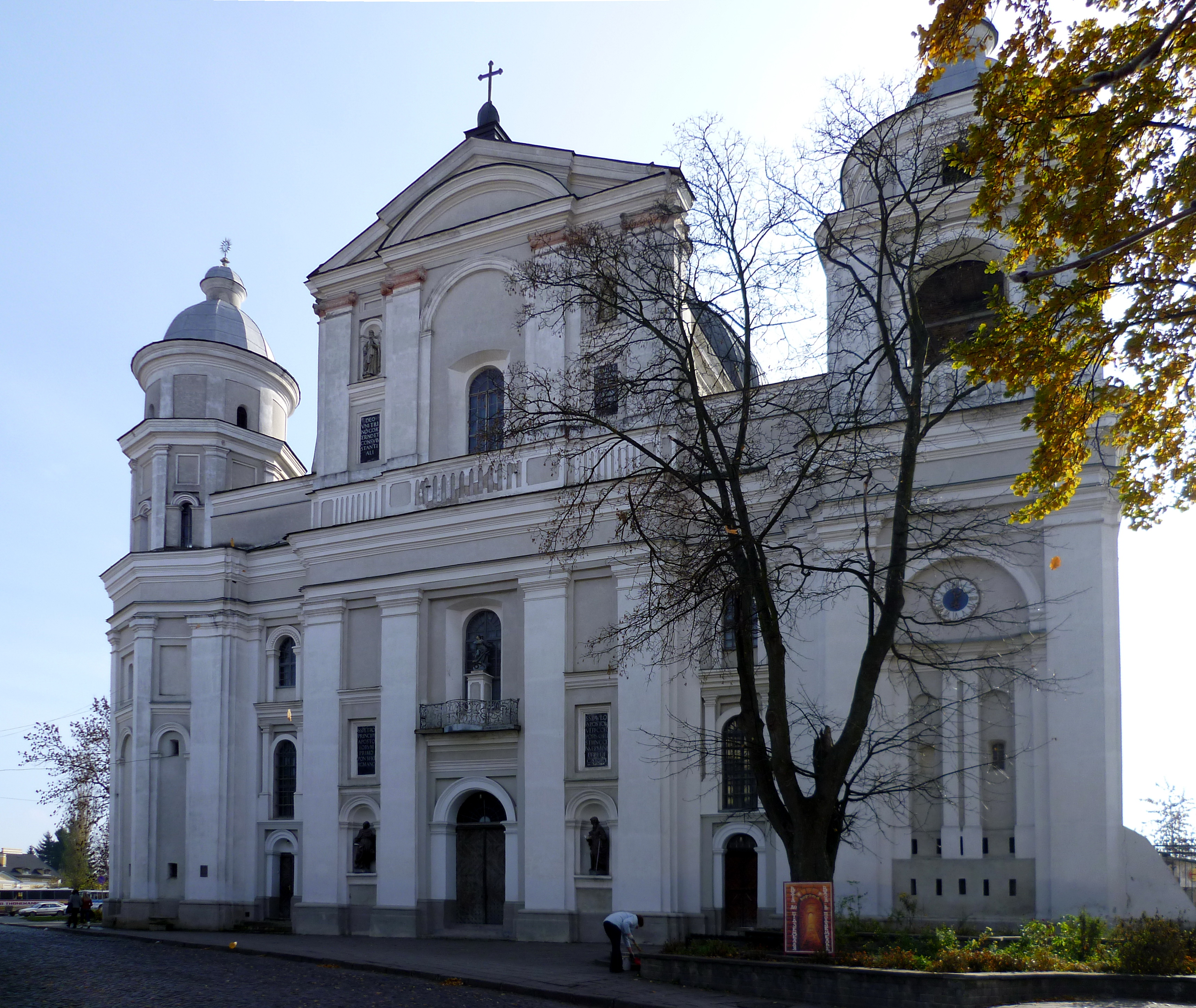
A lucki Szt. Péter és Pál-székesegyház
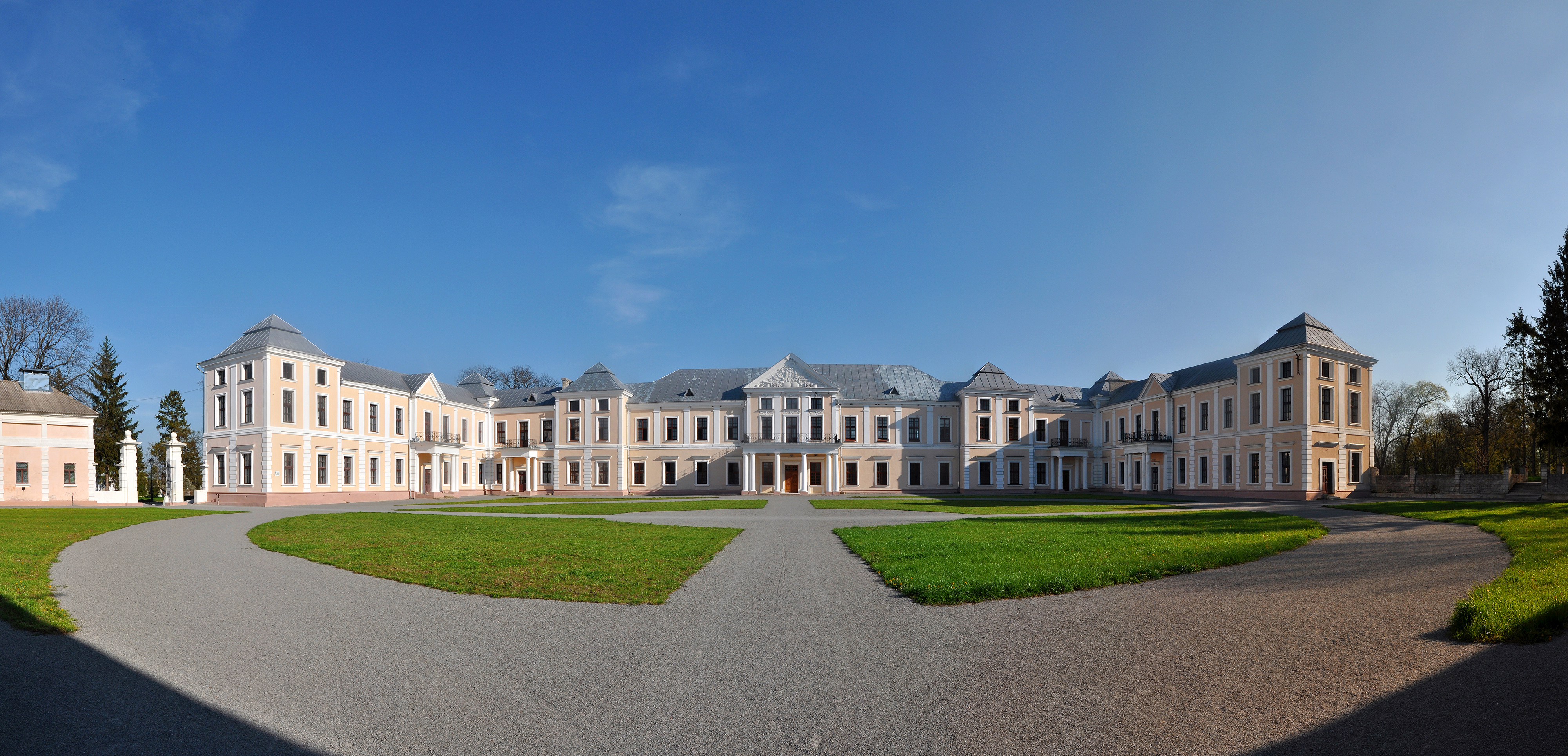
A visnyiveci palota
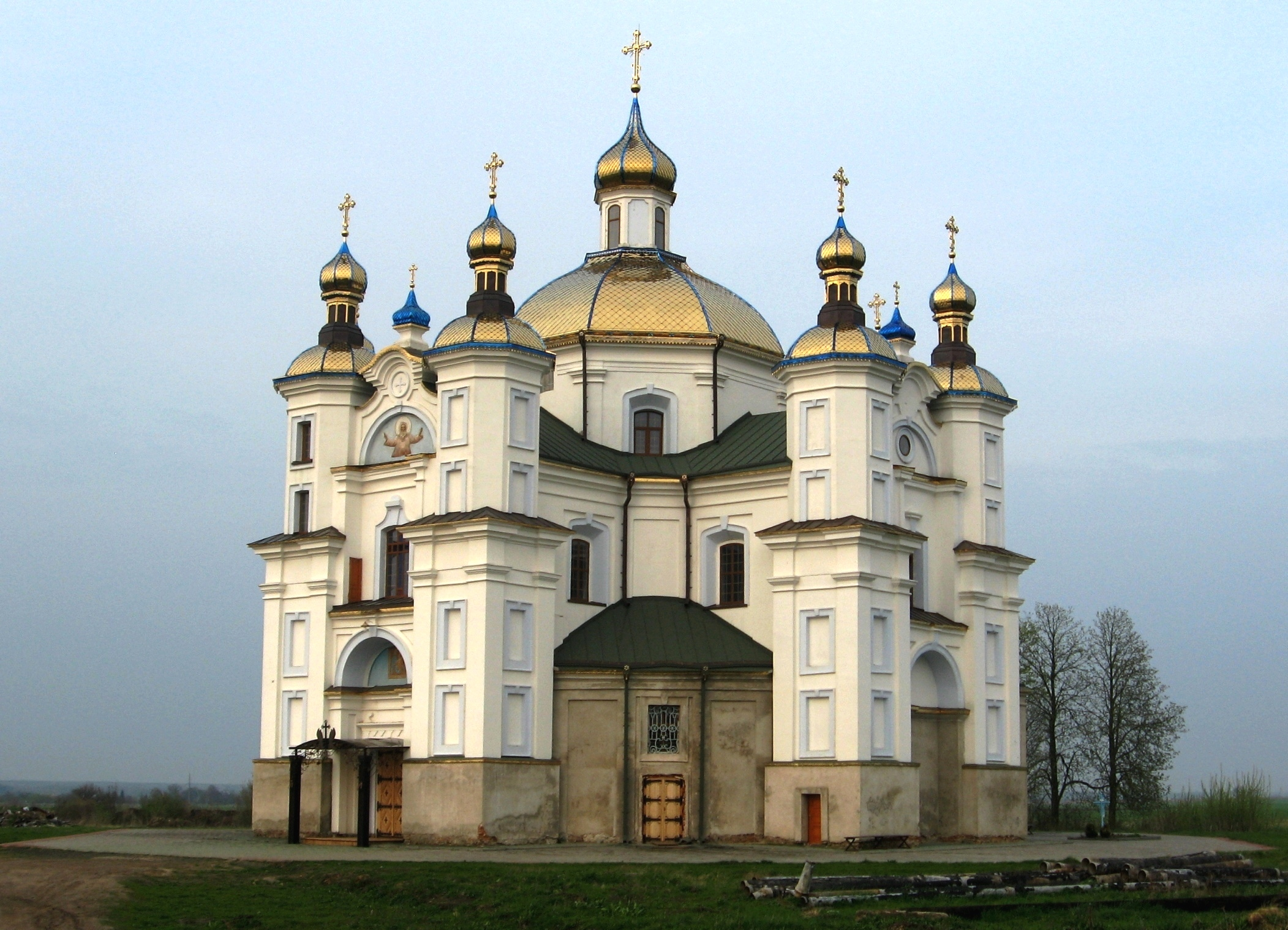
A könyörgő ima-templom Piddubciban
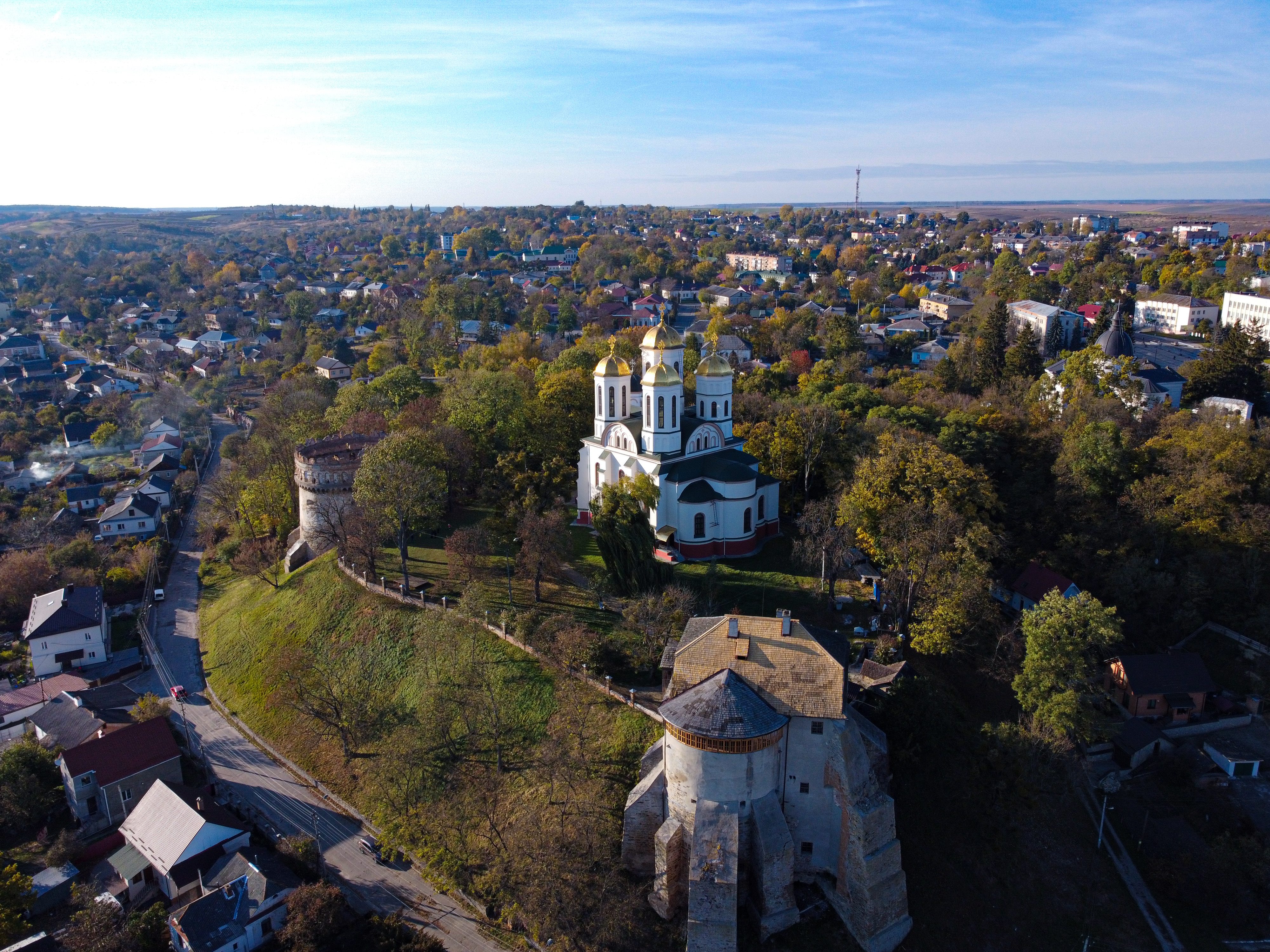
Az osztrohi vár
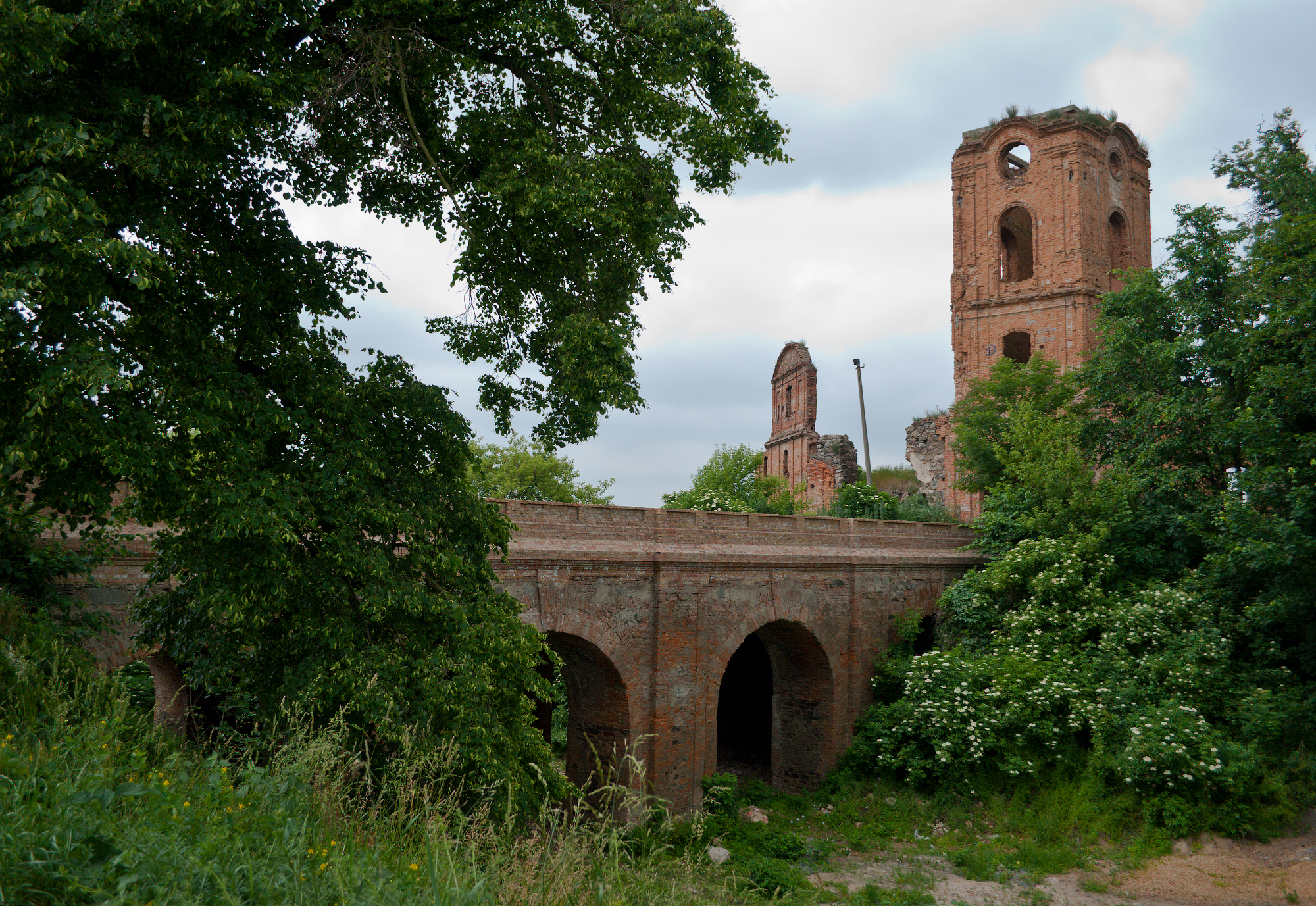
A koreci kastély romjai

## Fordítás
Ez a szócikk részben vagy egészben  a   Volhynia című angol Wikipédia-szócikk ezen változatának fordításán alapul.  Az eredeti cikk szerkesztőit annak laptörténete sorolja fel. Ez a jelzés csupán a megfogalmazás eredetét és a szerzői jogokat jelzi, nem szolgál a cikkben szereplő információk forrásmegjelöléseként.